# Laurent Servière
Laurent Servière, né au Pont-de-Montvert en 1759, mort à Mende (Lozère) le 1er mai 1799, est un homme politique français, membre de la Convention nationale

## Biographie
Issu d'une famille de huguenots implantée au Pont-de-Montevert depuis plus de trois siècles, il était le fils aîné de Louis Servière (1716-1790), écuyer, seigneur du Pont-de-Montvert, fermier général de l'Ordre de Saint-Jean, et de Marguerite de Parlier. Il adopta les principes de la Révolution, et fut élu (1790) juge de paix du Pont-de-Montvert.
En septembre 1792, Laurent Servière est élu député du département de la Lozère, le troisième sur cinq, à la Convention nationale. Il siège sur les bancs de la Plaine. Lors du procès de Louis XVI, il vote « la détention », rejette l'appel au peuple mais ne participe pas au quatrième appel relatif au sursis à l'exécution de la peine. En avril 1793, il ne participe pas à la mise en accusation de Jean-Paul Marat. Il a en effet été envoyé en mission dans les départements de l'Ardèche et de la Lozère afin de levée en masse. En mai, de retour à la Convention, il vote contre le rétablissement de la Commission des Douze.
Il réclama la suppression d'une partie des vicaires épiscopaux, demanda qu'il y eût trois mois d'intervalle entre les missions du même représentant, et n'eut d'ailleurs qu'un rôle parlementaire très secondaire. Envoyé en mission dans le Var, il prit plusieurs arrêtés qui furent cassés par le comité de salut public comme« entachés de modérantisme », et, après la session, fut nommé commissaire du pouvoir exécutif près le département de la Lozère, fonctions qu'il remplit jusqu'à sa mort.

## Sources
1. ↑  Jacques-François Froullé, « Liste comparative des cinq appels nominaux. Faits dans les séances des 15, 16, 17, 18 et 19 janvier 1793, sur le procès et le jugement de Louis XVI [...] » , sur www.gallica.bnf.fr, 1793 (consulté le 10 avril 2024)
2. ↑  Archives parlementaires de 1787 à 1860, Première série, tome 62, séance du 13 avril 1793, p. 75.
3. ↑  Alphonse Aulard, « Recueil des actes du Comité de salut public, avec la correspondance officielle des représentants en mission et le registre du conseil exécutif provisoire. Tome 2 » , sur www.gallica.bnf.fr, 1889-1951 (consulté le 10 avril 2024)
4. ↑  Archives parlementaires de 1787 à 1860, Première série, tome 65, séance du 28 mai 1793, p. 536.

- « Laurent Servière », dans Adolphe Robert et Gaston Cougny, Dictionnaire des parlementaires français, Edgar Bourloton, 1889-1891 [détail de l’édition]
- Fiche biographique sur le site de l'Assemblée nationale